# Beautiful Thing (canção)
"Beautiful Thing" é uma canção da banda britânica The Stone Roses. Foi lançada inicialmente no canal do YouTube da banda, acompanhada de uma imagem de uma borboleta verde. A versão em disco de vinil, limitada a apenas cinco mil cópias mundialmente, foi lançada em 22 de julho de 2016.

## Recepção
A faixa foi avaliada pelo jornal The Guardian como "sólida, ao invés de estilhaçante", mas "uma melhoria substancial em relação ao seu antecessor", referindo-se ao single "All for One". Eles também observaram que incluía pontos em comum com trabalhos anteriores dos Stone Roses, como referências a Jesus, partes da música invertidas e solos de guitarra tratados com wah-wah. Neil McCormick a descreveu como "sete minutos de esplêndido rock psicodélico e funk acid" em uma crítica para o The Daily Telegraph.

## Lista de faixas
download digital em MP3
1. "Beautiful Thing" – 7:02

single em vinil
1. "Beautiful Thing" – 7:02

Ambos os formatos incluem lado B.

## Melhor posição nas paradas musicais
| Parada (2016)                  | Melhor posição |
| ------------------------------ | -------------- |
| Irlanda (IRMA)                 | 61             |
| Reino Unido (UK Singles Chart) | 21             |